# Peperomia hirta
Peperomia hirta C. DC.– gatunek rośliny z rodziny pieprzowatych (Piperaceae). Pochodzi z Ameryki Południowej i Środkowej (Kolumbia, Kostaryka, Ekwador, Gwatemala, Honduras, Meksyk, Nikaragua, Panama, Wenezuela).

## Morfologia
Roślina wiecznie zielona o mięsistych pędach i eliptycznych, szarozielonych liściach, które w odróżnieniu od większości gatunków peperomii nie są nagie, lecz filcowate. Kwiaty niepozorne, zebrane w długie i zbite kłosy.